# テルリッツィ
テルリッツィ（イタリア語: Terlizzi）は、イタリア共和国プッリャ州バーリ県にある、人口約2万7000人の基礎自治体（コムーネ）。

## 地理

### 位置・広がり

#### 隣接コムーネ
隣接するコムーネは以下の通り。括弧内のBTはバルレッタ＝アンドリア＝トラーニ県所属を示す。
- ビシェーリエ (BT)
- ビトント
- ジョヴィナッツォ
- モルフェッタ
- ルーヴォ・ディ・プーリア